# Rajgród
Rajgród là một thị trấn thuộc huyện Grajewski, tỉnh Podlaskie ở đông-bắc Ba Lan. Thị trấn có diện tích 35 km². Đến ngày 1 tháng 1 năm 2011, dân số của thị trấn là 1707 người và mật độ 48 người/km².